# جيم مونرو
جيم مونرو (بالإنجليزية: Jim Munroe)‏ (1973)؛ روائي كندي.